# キーラン・ジャイルズ
キーラン・ジャイルズ（Keelan Giles）は、ウェールズのラグビーユニオン選手。ユナイテッド・ラグビー・チャンピオンシップのオスプリーズに所属している。

## 経歴
ウェールズのスウォンジー生まれ。スウォンジーのガワー・カレッジで学んだ。
オスプリーズの年齢別チームを経て、2016年9月17日にオスプリーズ公式戦デビューを果たす。
2016年、U20ウェールズ代表として、U20シックス・ネーションズ全5試合に出場し、3トライを挙げ、U20ウェールズ代表はグランドスラムを達成した。
同年秋には、ウェールズ代表チームに招集された。翌2017年にも、ウェールズ代表の夏季遠征チームに選出された。2024年のウェールズのオーストラリア遠征のメンバーにも選ばれた。しかし、いずれも代表出場機会は無かった。
2025年6月、ウェールズ代表の日本遠征のメンバーに選ばれた。